# Indecente
"Indecente" é uma canção gravada pela artista musical brasileira Anitta. Foi lançada em 26 de março de 2018 juntamente com o seu videoclipe que foi gravado ao vivo e patrocinado pelo O Boticário. Logo na primeira hora lançada "Indecente" atingiu o primeiro lugar no iTunes brasileiro.

## Antecedentes
Em 2017, Anitta anunciou um projeto intitulado CheckMate, no qual consistia em lançar uma nova música por mês, tanto em inglês, espanhol ou português, juntamente com um videoclipe. Ela estreou o projeto com "Will I See You", produzido por Poo Bear, o qual se tornou seu primeiro single em inglês como artista principal. Em outubro, ela lançou o single "Is That for Me", uma colaboração com o DJ sueco Alesso. Para o lançamento de novembro, a cantora gravou "Downtown", uma colaboração com o cantor colombiano J Balvin. O último single do projeto foi "Vai Malandra", uma canção de funk ousadia que, segundo a artista, seria o golpe "xeque-mate" para concluir o projeto. O videoclipe foi gravado no Morro do Vidigal, favela pacificada do Rio de Janeiro, trazendo diversas pessoas conhecidas no local e sendo dirigido pelo estadunidense Terry Richardson.

## Gravação e composição
Em 22 de março de 2018, quatro dias antes do seu aniversário de 25 anos, a cantora anunciou o lançamento do single "Indecente", composta por DJ Yuri Martins, DVLP, Fuego, Luyo e Justin Quiles. A produção foi feita pelo brasileiro DJ Yuri Martins junto com os estadunidenses DVLP e Josh Gudwin. A arte da capa é um retrato de Anitta tirado por Gil Inoue com um trabalho de colagem feito pelo designer gráfico Romeu Silva. O single mostra o interesse de Anitta no mercado latino principalmente após apresentar-se no Prêmio Lo Nuestro e aos bons números trazidos pela boa visibilidade de "Machika".

## Vídeo musical

Capturas em ecrã do videoclipe de "Indecente".

O vídeo foi dirigido por Bruno Ilogti e gravado em 26 de março de 2018, diretamente da festa de aniversário de 25 anos da cantora. Anitta anunciou previamente que o projeto seria gravado ao vivo ao mesmo tempo em que era transmitido para a internet, porém foi revelado pela imprensa que o vídeo teve a iluminação previamente editada, embora continuasse sem cortes, com o atraso, o projeto que foi anunciado como ao vivo acabou não sendo. Por esse motivo o vídeo foi liberado duas horas depois do momento em que foi registrado. "Indecente" foi gravado em plano-sequência, técnica popularizada no videoclipe de "Wannabe", lançado pela girlband Spice Girls em 1996, onde não há cortes e a filmagem é realizada inteiramente de uma vez, com a câmera seguindo o artista enquanto ele percorre os locais. O vídeo assemelha-se ao conceito da cantora Gwen Stefani no vídeo "Make Me Like You", gravado ao vivo nos bastidores do Grammy Awards, de quem Anitta revelou inspirar-se para o trabalho.
O figurino utilizado pela cantora foi selecionado pelo stylist Daniel Ueda e inspirado na moda da década de 1970 e 80, especialmente as roupas cheias de brilhos e decotes profundos utilizadas nas discotecas que tocavam disco music, fazendo referência aos figurinos de shows da girlband As Frenéticas, as primeiras artistas de música pop no Brasil. No vídeo, Anitta percorre sua festa cantando em diversos pontos com decorações setentistas e encontrando diversos artistas pelo caminho como Pabllo Vittar, Jojo Todynho, Di Ferrero, Kelly Key, Gabriel, o Pensador, Luisa Mell, Isabeli Fontana, Izabel Goulart, Mateus Carrilho e David Brazil, além de seu ex-marido, Thiago Magalhães.

## Lista de faixas
| Download digital |             |                                                                            |         |  |
| N.º              | Título      | Compositor(es)                                                             | Duração |  |
| 1.               | "Indecente" | Larissa Machado DJ Yuri Martins Bigram John Zayas Fuego Luyo Justin Quiles | 3:25    |  |

## Créditos
Créditos adaptados do Deezer.
- Anitta – composição, vocal
- DJ Yuri Martins - composição, produção
- DVLP - composição, produção
- Fuego - composição
- Josh Gudwin  - produção
- Justin Quiles - composição
- Luyo - composição

## Desempenho nas tabelas musicais
| País — Tabela musical (2018)      | Posição de pico |
| --------------------------------- | --------------- |
| Brasil (Brasil Hot 100 Airplay)   | 37              |
| Brasil (Brasil Hot Pop & Popular) | 1               |
| México (Billboard)                | 48              |
| Portugal (AFP)                    | 40              |

| País — Tabela musical (2019) | Posição |
| ---------------------------- | ------- |
| Portugal (AFP)               | 921     |

## Vendas e certificações
| Região                                                        | Certificação | Vendas  |
| ------------------------------------------------------------- | ------------ | ------- |
| Estados Unidos (RIAA)                                         | Ouro         | 30,000‡ |
| Portugal (AFP)                                                | Ouro         | 10.000‡ |
| ‡vendas+valores de streaming baseados somente na certificação |              |         |